# Grainau

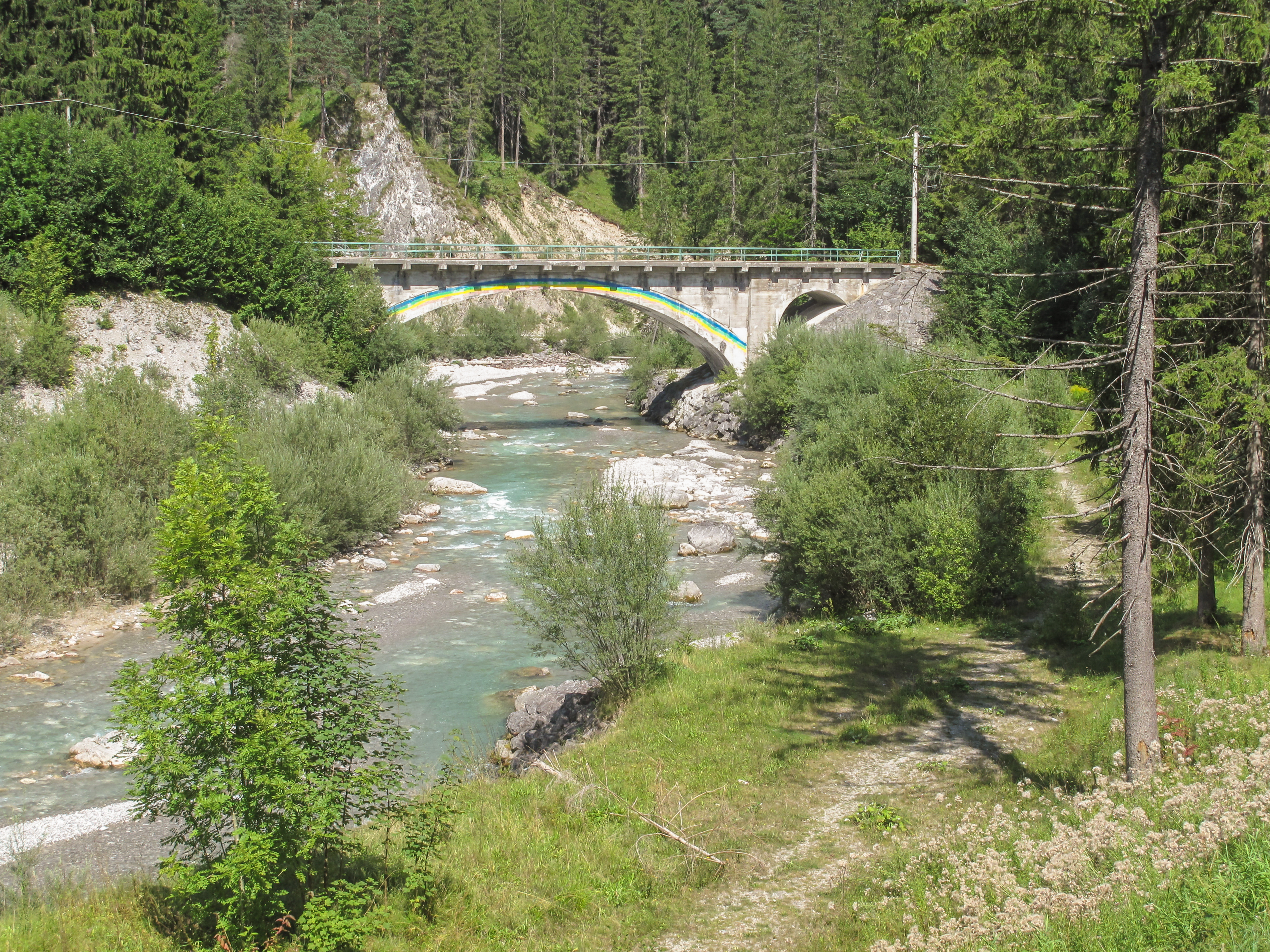
vue de la rue entre la frontière et Grainau

Grainau est une commune de Bavière (Allemagne), située dans l'arrondissement de Garmisch-Partenkirchen, dans le district de Haute-Bavière. La commune est composée de cinq quartiers, dont les villages d'Obergrainau, Untergrainau, Hammersbach et Schmölz et le hameau Eibsee, d'où part un téléphérique, long de 4453 m, à destination du sommet Zugspitze (2962 m).
Deux lacs de montagne sont situés dans la municipalité : le Badersee et l'Eibsee.
Un nombre de collines boisées ont émergé (il y a environ 3700 ans) par glissement de terrain (un éboulement de la montagne).

## Personnalités connues
- Hans Stuck, né le 27 décembre 1900 à Varsovie, avec le « surnom » de Bergkönig (Roi de la montagne).
- Son fils Hans-Joachim Stuck est notamment né à Grainau le 1er janvier 1951.